# Karol Mrowiec
Karol Mrowiec (ur. 24 października 1919 w Rudzie, zm. 9 grudnia 2011 w Otwocku) – polski prezbiter katolicki, członek Zgromadzenia Misji, polski muzykolog, profesor Katolickiego Uniwersytetu Lubelskiego i długoletni kierownik Instytutu Muzykologii Kościelnej.
W 1930 rozpoczął naukę w gimnazjum Księży Misjonarzy w Krakowie. W 1934 przeniósł się do Małego Seminarium Księży Misjonarzy w Wilnie. W pierwszej klasie gimnazjum rozpoczął naukę gry na skrzypcach i na fortepianie. 28 października 1934 został przyjęty do Zgromadzenia Księży Misjonarzy w Wilnie. 8 grudnia 1937 złożył śluby, 24 maja 1938 zdał maturę w Wilnie, po czym rozpoczął studia filozoficzno-teologiczne w Instytucie Teologicznym Księży Misjonarzy w Krakowie. W trakcie studiów był organistą i dyrygentem chóru seminaryjnego. 18 lipca 1943 przyjął święcenia kapłańskie z rąk bp Jana Kantego Lorka w kościele św. Wincentego a Paulo w Krakowie. 
Był absolwentem krakowskiej Państwowej Wyższej Szkoły Muzycznej (organy u J. Chwedczuka, kompozycja u S. Wiechowicza i teoria muzyki)). W 1959 uzyskał na KUL tytuł doktora teologii pod kierunkiem ks. Hieronima Feichta. Stopień doktora habilitowanego został mu nadany 22 lipca 1969. Tytuł profesora zwyczajnego Senat KUL nadał mu 23 maja 1987, a zatwierdziła Rada Państwa 26 lutego 1988. W 1991 po 35 latach pracy na KUL przeszedł na emeryturę i przeniósł się do Domu św. Krzyża w Warszawie, gdzie pozostał niemal do końca życia. W 1972 otrzymał Odznakę „Zasłużony Działacz Kultury”, w 1974 został odznaczony Złotym Krzyżem Zasługi, w 1993 Krzyżem Kawalerskim, a w 2008 Krzyżem Oficerskim Orderu Odrodzenia Polski. W 2007 otrzymał Nagrodę Związku Kompozytorów Polskich. Został pochowany na cmentarzu Powązkowskim w Warszawie (kw. 185-II-1).